# Медведково (Ярославский район)
Медведково — деревня Ивняковского сельского поселения Ярославского района Ярославской области.

## География
Деревня находится на левом берегу реки Которосль в окружении сельскохозяйственных полей. За деревней находится лес, в котором расположено озеро Мещерово. Вдоль леса проходит насыпь, вероятно бывшая узкоколейная железная дорога.
На противоположном берегу реки находится деревня Осовые. Между ними расположен мост.

## История
В 2006 году деревня вошла в состав Ивняковского сельского поселения образованного в результате слияния Ивняковского и Бекреневского сельсоветов.

## Население
| 2007 | 2010 |
| ---- | ---- |
| 152  | ↗157 |

### Историческая численность населения
По состоянию на 1859 год в деревне было 25 домов и проживало 158 человек.
По состоянию на 1989 год в деревне проживало 97 человек.

### Национальный и гендерный состав
Согласно результатам переписи 2002 года, в национальной структуре населения русские составляли 98 % из 157 человек, из них 70 мужчин, 87 женщин.
Согласно результатам переписи 2010 года население составляют 77 мужчин и 80 женщин.

## Инфраструктура
Основа экономики — личное подсобное хозяйство. По состоянию на 2021 год большинство домов используется жителями для постоянного проживания и проживания в летний период. Вода добывается жителями из личных колодцев.
Имеется ферма, кирпичный завод, таксофон (около дома №8).Улицы — Береговая, Новая, Прибрежная.
Почтовое отделение №150507, расположенное в посёлке Ивняки, на март 2022 года обслуживает в деревне 59 домов.

## Транспорт
Дорога к деревне начинается после поворота с Юго-Западной окружной дороги (М8) в районе деревни Ивановский Перевоз, между двух мостов через реку Которосль и реку Пахма, на дорогу «Ярославль-Ширинье». Она имеет асфальтовое покрытие.
Через Медведково проходит дорога к следующим вверх по течению населённым пунктам: Костино, Прикалитки, Воробьево, Ременицы.
В непосредственной близости находится остановка «Медведково», через которую проходят маршруты №№ 154 Ярославль-Главный — Ширинье, 154К Ярославль-Главный — Ширинье (через Курбу).